# دعاء الطمأنينة

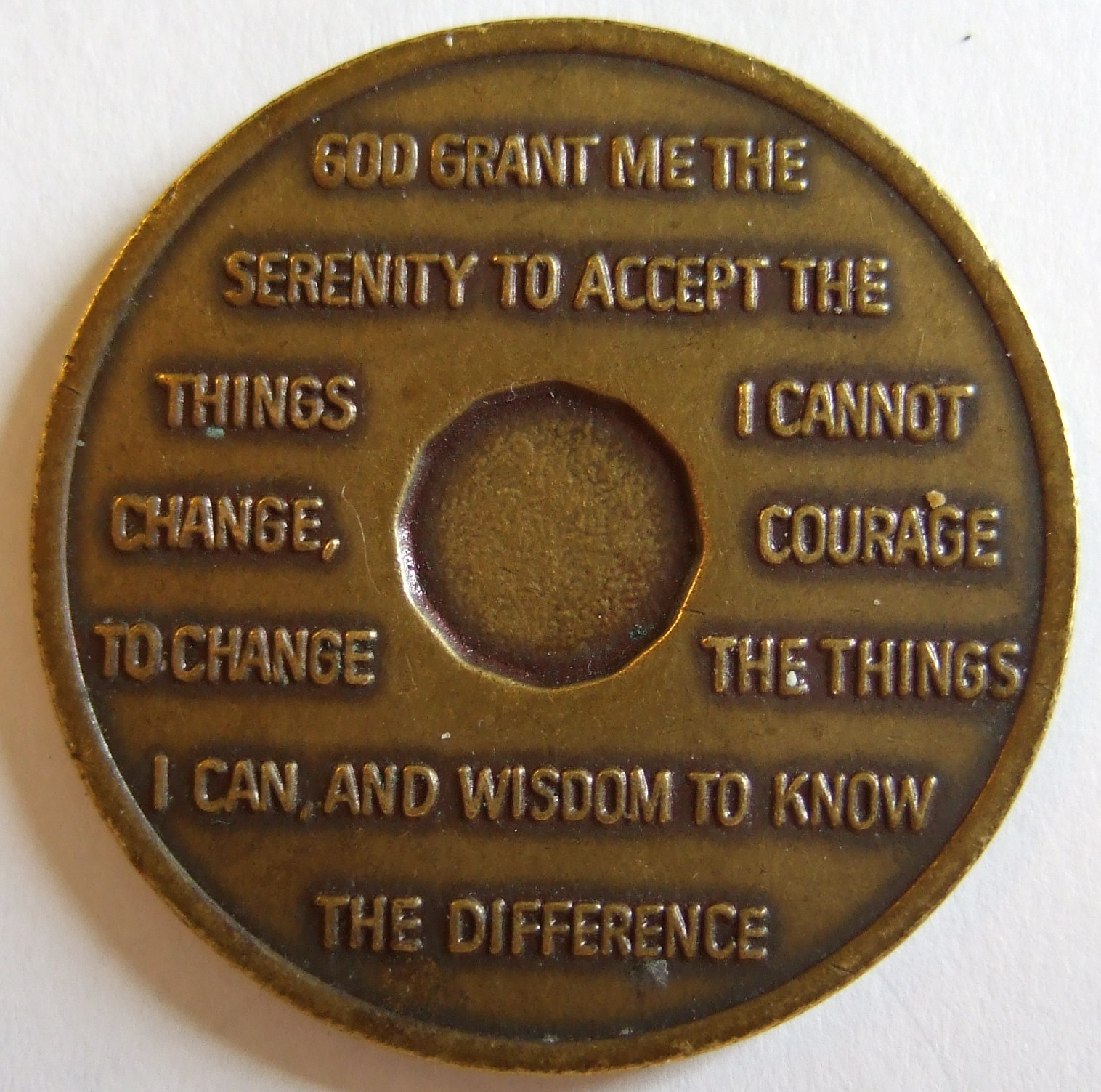
دعاء الطمأنينة على ميدالية

دعاء الطمأنينة (بالألمانية: Gelassenheitsgebet)‏ وهو دعاء كتبه عالم اللاهوت الأمريكي وخبير في علم الأخلاق رينهولد نيبوهر يسأل الله بأن يمنحه الطمأنينة والشجاعة والحكمة، وتعرف بإختصار على النحو التالي: